# 横田慎太郎
横田 慎太郎（よこた しんたろう、1995年〈平成7年〉6月9日 - 2023年〈令和5年〉7月18日）は、東京都生まれ、鹿児島県東市来町（現：日置市）出身のプロ野球選手（外野手）、YouTuber。
実父の横田真之も元プロ野球選手（外野手、右投左打）。

## 経歴

### プロ入り前
東京都で生まれ、3歳の時に鹿児島県東市来町（現：日置市）へ移住。湯田小学校3年生の時に東市来町湯田ソフトボール少年団でソフトボールを始めると、東市来中学校では軟式野球部に所属した。
鹿児島実業高等学校への進学後、1年生の秋から4番打者を任された。3年時には投手を兼務。140km/h超の速球を武器にエースとしても活躍した。高校通算で29本塁打を記録したが、チームは2年生の時から、夏の鹿児島県大会で2年続けて決勝で敗れている。
2013年10月24日に開催されたドラフト会議にて2巡目で阪神タイガースから2位指名を受けて、契約金6000万円、年俸720万円で契約した（金額は推定）。外野手としての指名で、担当スカウトは田中秀太。背番号は24。

### プロ入り後
2014年

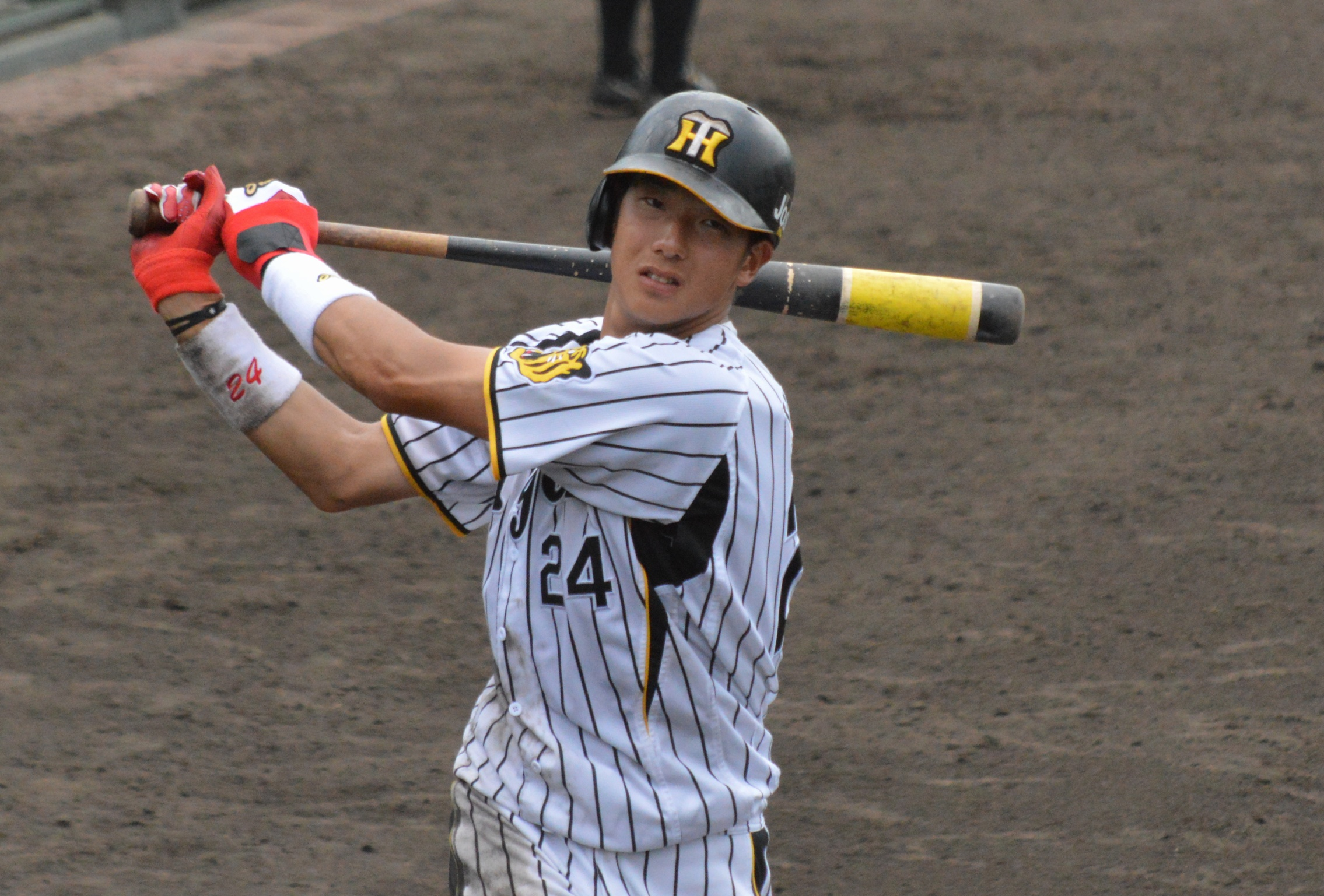
2014年7月8日、阪神鳴尾浜球場にて

若手主体の春季安芸キャンプ初日（2月1日）、発熱で静養を余儀なくされたものの、安芸市営球場で臨んだプロ入り後初の屋外打撃練習（同月10日）では、飛距離の長い打球を連発したことで関係者や報道陣を驚かせた。シーズンでは二軍生活に終始したが、7月17日のフレッシュオールスターゲーム（長崎ビッグNスタジアム）には、ウエスタン・リーグ選抜チームの「7番・左翼手」として先発出場。79試合に出場した同リーグの公式戦では、打率.225ながら、伊藤隼太・同期入団の陽川尚将と並ぶチーム2位の6本塁打を記録した。プロ初本塁打は、8月3日の対オリックス・バファローズ戦（阪神鳴尾浜球場）2回裏に近藤一樹から打った満塁本塁打。同月31日の対中日ドラゴンズ戦（姫路市立姫路球場）では、1試合3本塁打を記録した。ウ・リーグ公式戦でこの記録を達成した阪神の選手は、1997年のフィル・ハイアット以来である。
2015年

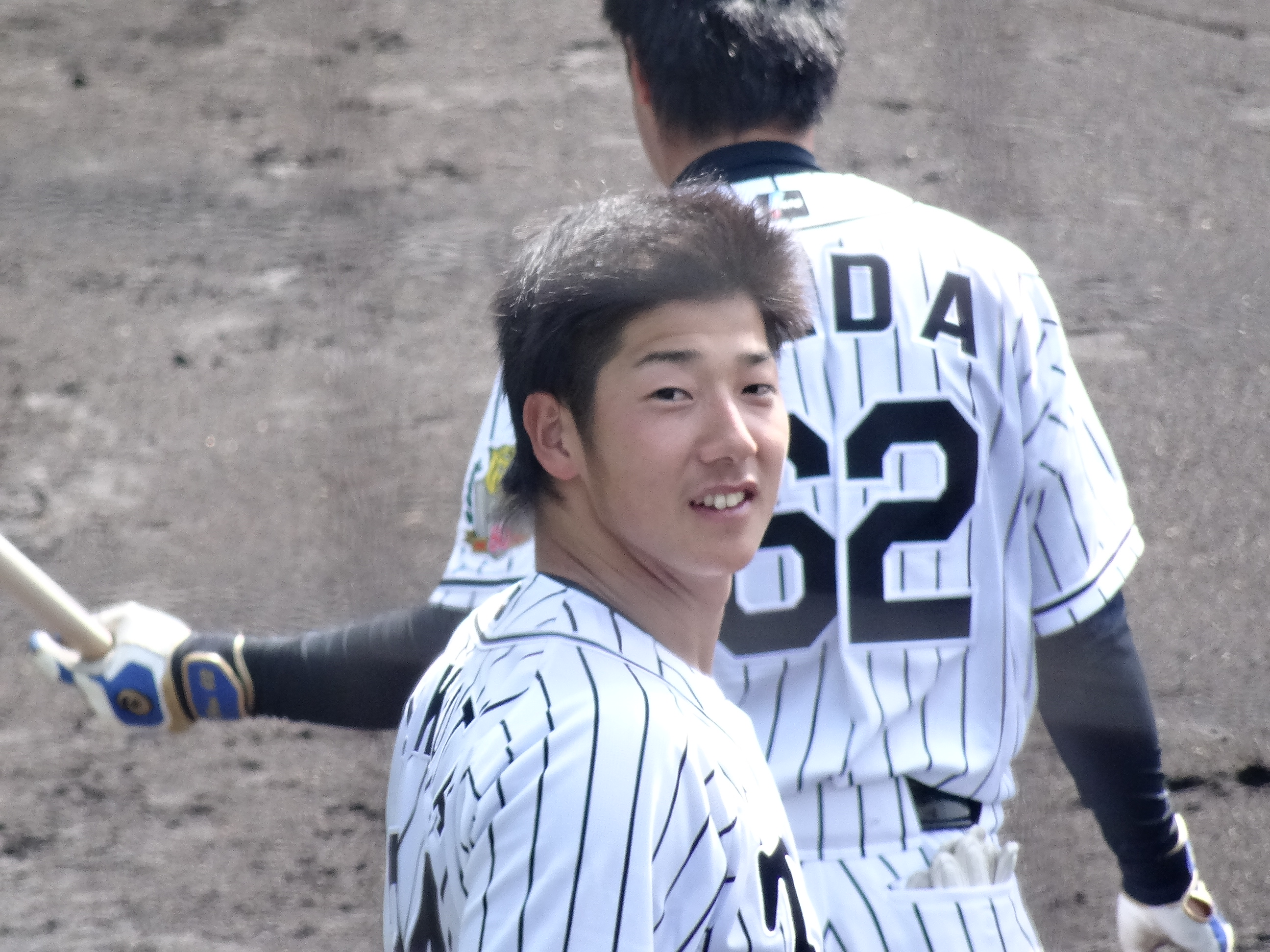
2015年3月22日、阪神鳴尾浜球場にて

2年続けて安芸で迎えた春季キャンプでの打撃内容が評価されて、オリックスとの練習試合（2月28日）からオープン戦の中盤まで一軍でプレー。オープン戦では安打や打点を記録した。もっとも、キャンプ中から打撃フォームを崩していた影響で開幕一軍には至らずウ・リーグの公式戦でも開幕からシーズン中盤まで打率が1割前後にとどまっていた。シーズン通算では、奥浪鏡と並んで、同リーグ2位の103試合に出場。チームトップの8盗塁、中谷将大と並ぶチーム2位の9本塁打、チーム3位の36打点を記録した。最終打率は.213と前年より低く、一軍公式戦への出場機会もなかったがシーズンの終了後にAWBにおけるNPB選抜チームに選出。リーグ戦19試合の出場で打率.302、2本塁打という好成績を残した。
2016年
入団以来初めて春季沖縄キャンプに参加した。オープン戦では新任の一軍監督：金本知憲の方針でルーキーの髙山俊と並んで連日スタメンに起用されると、9試合連続で安打を記録。結果として、規定打席を上回った選手で最も多い22安打と、セ・リーグの選手で最も高い打率.393を記録したことを背景に、初めての開幕一軍入りを果たした。3月25日には、中日ドラゴンズとの開幕戦（京セラドーム大阪）で「2番・中堅手」として先発出場で一軍デビュー。実父：真之もロッテの選手時代、一軍の開幕戦でスタメンに6回起用されていたことから「親子選手による一軍開幕戦への先発出場」というNPB史上5組目の記録も達成した。この試合で一軍初盗塁を決めると、翌26日の同カード5回裏の第3打席で一軍初の安打（内野安打）を放った。4月6日の対読売ジャイアンツ戦（東京ドーム）3回表には、三塁走者として、一塁走者のマット・ヘイグとの重盗に成功。阪神の一軍公式戦では2012年（平野恵一）以来の本盗も達成している。以降の試合でもスタメンに起用されていたが、出塁を意識するあまり打撃のフォームや調子を崩したことから、5月6日に出場選手登録を初めて抹消されてからは一軍と二軍を2度にわたって往復。6月以降は一軍から完全に遠ざかった。一軍公式戦では38試合の出場で4盗塁を記録したものの、打率は.190で、本塁打0に終わるなど持ち前の長打力を発揮できなかった。その一方で、ウ・リーグ公式戦では79試合の出場で打率.261、5本塁打、35打点、15盗塁を記録。「長距離打者として育てたい」という掛布雅之二軍監督の方針から、最初の登録抹消後は4番打者に起用されていたものの、夏場には2か月間本塁打が出ないほどの不振に陥っていた。もっとも、シーズン終了後にAWBにおけるNPBウエスタン選抜チームに選出され、リーグ戦18試合に出場。リーグ最多の10盗塁と打率.379を記録するなど、前年を上回る好成績で進境を示した。11月17日には推定年俸870万円（＋150万円）で契約を更改した。
2017年
前年に続けて、春季キャンプを沖縄でスタート。自身と同じ左打ちの外野手である糸井嘉男が国内FA権の行使によってオリックスから移籍したことを背景に、一軍での出場機会を増やすべく一塁の守備練習にも取り組み始めていた。しかし、キャンプの中盤に原因不明の頭痛が続いたことから参加選手では最も早い離脱を余儀なくされた。2月11日に帰阪した後は半年以上チームから離れていたが、9月2日からトレーニングを再開。翌3日にはキャンプ離脱後の精密検査で脳腫瘍と診断されたことや、診断から半年にわたる入院加療によって症状が寛解したことを公表した。阪神球団では、横田が翌2018年2月のキャンプインを目標にリハビリに取り組むことを視野に、11月16日付で横田と育成選手契約を結んだことを発表。推定年俸は現状維持となる870万円となった。背番号は124となったが、横田が支配下登録選手へ復帰するまでは背番号24を空番として扱う方針を明らかにした。
2018年
安芸春季キャンプへ初日（2月1日）から参加。脳腫瘍からの実戦復帰に向けて、独自の練習メニューによる調整を主体に全体練習の一部や打撃練習にも加わった。実戦への復帰には至らなかったものの、体調は徐々に回復。シーズン中にはウ・リーグの公式戦で試合前の守備練習やイニング間のキャッチボールに参加していた。育成選手に関するNPBの規約に沿って、10月31日にNPBから自由契約選手として公示されたが、11月15日に育成選手としての再契約に至った。
2019年
春季キャンプで打撃以外のメニューにも参加したほか、ウ・リーグの開幕後は関西圏の球場で開催される公式戦でチームに帯同していた。ところが、「自分で打った球（の軌道や方向）が全く見えない」「（打撃練習で味方の）投手に投げてもらった球が二重に見える」などといった視覚面の問題が解消されず、実戦への復帰には至らなかった。球団からは翌2020年も育成選手契約を締結する方針が示されていたが、担当スカウトの田中が9月中旬にその旨を横田へ伝えたところ、「来シーズン（2020年）は苦しい」との表現で引退の意向を田中に吐露。9月22日に横田の現役引退が正式に発表されたと、同月26日に福岡ソフトバンクホークスとのウ・リーグ最終戦（阪神鳴尾浜球場）で、2016年9月25日の同カード以来1096日ぶりの公式戦出場を果たした。当初は9回表から中堅の守備に就く予定だったが、二軍監督を長く務めている平田勝男の発案で実際には8回表二死二塁の局面から出場。守備に就くなり市川友也が自身の頭上（左中間）へ放った適時二塁打の処理に追われたものの次打者：塚田正義が打ったゴロ（記録は中前安打）を捕球すると、「本塁へのノーバウンド送球で二塁走者の水谷瞬（市川の代走）を補殺する」というファインプレーで現役生活を締めくくった（後述）。この試合は阪神の二軍におけるシーズン最後の公式戦でもあったため、球団では試合終了後に横田の引退セレモニーを開催。横田は10月31日付でNPBから自由契約選手として公示された。

### 現役引退から死去まで
阪神球団から「阪神タイガースアカデミー ベースボールスクール」コーチへの就任を要請されたが、「今は（脳腫瘍の影響で）視力に不安が残るので、小中学生に野球を教える仕事に就くことは厳しい」という理由で要請を固辞。横田も、育成選手契約期間の満了を機に阪神を退団したうえで出身地の鹿児島県へ帰郷した。
帰郷後は「誰の手も借りずに1人で生活することに一度挑戦したい」との意向から鹿児島県内で単身生活を送りながら講演やコラム執筆などの活動を展開。2020年の8月下旬からは、阪神OB会長（元・外野手）の川藤幸三がYouTube上に開設している「川藤部屋」というチャンネルへ「プロデューサー」という肩書で参画するとともに、単独で（または川藤やゲストと共に）登場する動画を定期的に配信していた。
その一方で、2020年の7月頃からは足や腰の強い痛みに見舞われていた。鹿児島県内の整形外科で検査を受けたところ、脊髄に腫瘍が生じていることが判明したため関西地方の病院へ6か月間にわたって入院した。横田も抗がん剤の投与や放射線療法によって腫瘍が完全に消滅したことから、退院後の2021年4月26日に「川藤部屋」から配信された動画で退院までの経緯を初めて公表した。
2021年5月12日には横田の阪神へ入団するまでの経緯や脳腫瘍を発症してからの苦悩などを綴った、自身初の著書『奇跡のバックホーム』が幻冬舎から発売された。同年12月13日の『逆転人生』（NHK総合テレビ）では、脳腫瘍が判明した後のリハビリから引退試合に至るまでの映像、横田本人がスタジオや阪神鳴尾浜球場での収録中に語った体験談、中村拳司が本人役とナレーションを務めた再現映像が「神様がくれた奇跡のバックホーム」というタイトルで放送された。
2022年には、前述の著書に基づくドキュメンタリードラマ『奇跡のバックホーム』を朝日放送テレビで制作。阪神ファンの間宮祥太朗が横田の役を演じた再現ドラマに本人の現役時代の映像を交えた構成（後述）で、3月13日（日曜日）の13:55 - 15:25にテレビ朝日系列で放送された。
2022年3月に腫瘍の再々発が判明し、同年には右目を失明した（後述）。横田本人は2023年の春に治療を終えてから療養生活に入っていたものの同年7月18日午前5時42分、脳腫瘍のため神戸市内の病院で死去した。28歳没。法名は「釋光慎」で、同月21日の通夜と翌22日の告別式では実父の真之が喪主を務めた。告別式では、参列者を代表して川藤が弔辞を読んでいる（後述）。

## 選手としての特徴
「糸井二世」と評されるほど身体能力が非常に高かった。阪神入団直後の体力測定で約170kgを記録した背筋力は、2014年12月の測定で220kgまで増加していた。
打撃についても高いレベルの技術やセンスを持つ。阪神入団2年目の2015年には、室内練習場で横田の打撃を視察した掛布雅之GM付打撃&育成コーディネーターから「高卒2年目・左打ちの外野手としては（読売ジャイアンツ時代の）松井秀喜以上」と絶賛された。
金本知憲から「別格の守備範囲」と評されるほどの守備力の持ち主で、高校時代に投手としての出場機会も多かったことから遠投で105mを計測したことがあるほど地肩が強い。また50m走で6秒1を記録するほどの脚力で、高校時代にも対外試合で重盗や本盗を成功させていた。このように潜在能力が高いことから、金本は2015年10月19日の一軍監督就任会見で横田を「期待できる若手選手」の1人に挙げていた。脳腫瘍の入院加療中には、近親者に対して、相当な金額の治療費を援助していたという。
現役生活でのラストプレーは、「練習でもできなかった」という引退試合でのノーバウンド送球で、「魂のバックホーム」「奇跡のラストプレー」と形容されるほどの賞賛を受けた。横田自身も、引退セレモニーでの挨拶でこのプレーに言及した。「最後にまさかこんなに素晴らしい思いが出来るとは夢にも思いませんでした。今まで辛い思いをしてきたこともありましたが、自分に負けず、自分を信じて、自分なりに練習してきたので、『神様は（そのような自分の姿を）本当に見ている』と思いました」と述べた。引退後最初の著書にもこのプレーにちなんで、『奇跡のバックホーム』というタイトルが付けられている。

## エピソード

### 阪神への入団前
実父の真之がプロ野球生活を西武ライオンズで終えた年（1995年6月）に出生した関係で、真之の選手時代をリアルタイムで知らずに育った。真之が最後に出場した公式戦を生後3 - 4か月頃に西武ライオンズ球場（当時）で実母と見ていたものの、真之から野球を教わったことはほとんどなく、中学生時代までは実母が自宅での練習に立ち会うことが多かった。本人は現役を引退してから、「（自分が）プロ野球選手を志し始めた頃に、（真之が引退後に所属していたプロ野球マスターズリーグの）福岡ドンタクズの試合を、球場のネット裏にかじりつきながら1人で見ていた」と述懐している。
鹿児島実業高校在学中には、硬式野球部の寮で生活。1年時には2学年先輩の野田昇吾と同じ部屋を充てられていた。横田によれば、当時の硬式野球部の練習は「ホームシックになる暇がないほど厳しかった。」にもかかわらず、実母が認めるほど幼い頃から努力が好きなこともあって、「野球を辞めたい」とは全く思わなかったという。

### 阪神への在籍中
入団4年目の2017年に脳腫瘍の発症が判明した発端は、二軍春季キャンプ中の紅白戦で一塁へ出た際に突然パニックに陥ったことにある。横田によれば、「進塁に向けたリード、投手が牽制球を投げる際の動き、牽制球に合わせて一塁へ戻る動きのイメージが湧かなくなった」とのことで、その後も通常ではあり得ないレベルのミスが続いたという。横田はこの時点で視覚の異常を周囲に伏せていたが、横田の異変を感じ取った二軍守備走塁コーチの中村豊からの問い掛けがきっかけで、一軍チーフトレーナーの杉本一弘（肩書はいずれも当時）が横田に眼科を受診させた。さらに、受診先の眼科医から紹介された外科でMRI検査を受けたところ、担当医から「『脳腫瘍』という大きな病気が見付かりましたので、野球のことはいったん忘れて下さい」と告げられた。ちなみに杉本は、翌2018年に二軍のトレーナーへ異動してからも横田が通院するたびに同行していたという。
脳腫瘍からの実戦復帰へ向けてトレーニングを再開した際には、「同じ病気を持つ人達に夢や感動を与えられるように、これからの野球人生を頑張りたいです」とコメントしている。オリックス・バファローズの投手で、15歳の時に脳腫瘍を患った山﨑福也からは「いつかセ・パ交流戦か日本シリーズで横田と対戦したいです。リハビリは大変だと思うけど頑張って欲しいです」というエールを送られた。
山﨑も、横田の脳腫瘍発症を知ったことをきっかけに横田のチームメイトだった坂本誠志郎を介して横田との交流を始めていた。その一方で、山崎は横田引退後の2021年から2年連続で日本シリーズに先発登板している。2023年にはオールスターゲームの出場メンバー（パシフィック・リーグの監督推薦選手）に初めて選ばれると、7月19日の第1戦（バンテリンドーム ナゴヤ）5回裏にオールスターゲームへの初登板を果たしていた。第1戦終了後の取材に際しては、登板の前日（18日）に横田の訃報へ接していたことを踏まえて「連絡を取り合うほどの仲だった」という横田への想いを吐露した。「横田には『何かあったら相談に乗るよ』と声を掛けていて、本人からも『今（その時）は全然大丈夫ですけど、何かあったらお願いします』と言われていました。最近（横田が死去する直前）は連絡を取っていなかったとはいえ、『（横田の体調は）大丈夫かな』と気には掛けていたのだが・・・（自分の闘病体験から察するに）『相当苦しかった』と思う。自分は（脳腫瘍が）治ったおかげで今（野球のプレーが）できているんですが、『（横田と）同じような思いを持つ人（脳腫瘍の患者）は、子どもたちに限らず大人にもたくさんいる』と思います。今後は、そのような人たちの力に少しでもなりたいです」と語っている。
横田のバッティングを入団の当初から高く評価していた掛布は、2016年から阪神の二軍監督に転じていたが横田が療養していた2017年限りで監督職を退任。横田は甲子園球場で2017年9月26日（広島とのウエスタン・リーグ最終戦終了後）に催された掛布の退任セレモニーに背番号24のユニフォーム姿で登場すると、阪神のナインを代表して掛布に花束を贈った。
阪神では掛布の二軍監督退任を受けて、2018年に矢野燿大を掛布の後任へ据えた。矢野が横田の訃報に際して明かしたところによれば、横田の視力は脳腫瘍の発症前から大きく低下していたものの、横田は（阪神鳴尾浜球場などの）グラウンドや（当時居住していた球団合宿所「虎風荘」などの）ウエイトトレーニング室への「一番乗り」を継続。打席で投球に対峙することを禁じられていながら、『打席に立って（投手の）生きた球を見たい』との思いから、鳴尾浜球場のブルペンにもよく姿を見せていたという。なお、矢野は2019年から金本の後任監督として阪神の一軍を4シーズンにわたって指揮。2018年10月18日の一軍監督就任会見では横田について、「（自分の二軍監督時代には）二軍でもまだ試合に出られていなかったが、（試合中は）ベンチで一番声を出していた。（一軍監督として）他の若手選手とともに（実戦復帰や一軍への再昇格を）楽しみにしている」と述べていた。
阪神のホームゲームで打席に立つ際に流される登場曲については、入団1年目の2014年から2016年まで高校野球全国大会の試合中継・関連番組でテーマソングに使われた楽曲を選んでいた（後述）。脳腫瘍からの実戦復帰を目指し始めた2018年からは、「闘病中に勇気をもらった」という理由で『栄光の架橋』（ゆず）に変更。実際には打席に立つ機会がないまま2019年9月22日に現役引退を発表したが、発表当日の一軍公式戦（甲子園球場での対横浜DeNAベイスターズ戦）で先発を予告されていた望月惇志の希望で、望月がマウンドへ上がる際にこの曲が特別に流された。なお、引退試合では打席に立つ機会がなかったものの球団からの計らいで『栄光の架橋』が試合前の練習曲に使われていた。

### 「引退試合」
広島とのCS進出権争いが佳境に入っていた一軍から、矢野監督や多数の主力選手が集結。横田自身は脳腫瘍から復帰してから「ライトポールが一番見えやすい」との理由でライトの守備しか練習していなかったため、引退試合でもライトを守ることを希望していた。しかし試合の3日前に平田二軍監督へ引退を報告したところ、平田から「お前が3年目（2016年）に一軍開幕スタメンを取ったのはセンターだろう。エラーしたっていいから、センターを守れ!」と激励。横田もこの激励を受けて、試合までの2日間はセンターの守備練習に明け暮れていた。横田が引退後に聞いた話によれば、平田がイニングの途中（8回表二死）から横田をセンターの守備に就かせたのは、「横田が外野の守備へ必ずダッシュで向かう姿に好感を持っていたので、その姿を最後にファンへ見せたかった」とされる。
引退試合では当時、ソフトバンクに在籍していた加治屋蓮（プロ野球選手として横田の同期に当たる投手）も、阪神鳴尾浜球場のブルペンから横田のバックホームを目撃していた。加治屋は、入団2年目（2015年）のシーズン終了後に横田と揃ってアジア・ウィンター・リーグのNPB選抜チームへ参加。横田の引退試合には出場の機会がなかったものの、ソフトバンクからの戦力外通告（2020年）や阪神への移籍（2021年）を経て、2023年に阪神の救援投手として一軍での「追悼試合」の8回表に登板している。
引退試合後のセレモニーでは、村山実の引退試合（1973年3月21日に甲子園球場で開かれた巨人とのオープン戦）さながらに「4人のチームメイト（高山、梅野隆太郎、北條史也、中谷将大）が作った騎馬の上に乗ってグラウンドに入場する」という演出が施されたほか、前述した2016年の一軍開幕戦でのスタメンがスコアボードに映し出された。

### 現役引退後
横田は一軍への復帰が叶わないまま現役を引退したが、阪神球団では横田へのサポートを継続していた。引退記者会見や引退セレモニーを開催したほか、阪神球団の職員扱いでタイガースアカデミーのコーチ職を斡旋していた。横田自身は前述した理由で斡旋を固辞したものの、退団を決めた直後には、「球団の方には、退団の決断を2 - 3か月待っていただいたので、本当に感謝しかない」とコメントしている。「自分が経験したことを言葉で伝えていきたい。誰かを励ましたり、苦しんでいる人を助けたりたい。『僕みたいに何か1つでも小さな目標を持っていけば、あのバックホームのような良いことがある』ということを、自分の口で伝えていきたいと思います」との意向も示していた。
実際には引退を機に、現役時代の経験を言葉で伝える活動（講演や著述など）を主に展開していた。その一方で、2020年から2021年にかけて腫瘍の治療で長期にわたって入院した。入院中に体重が8kg減ったほか、一時は治療薬の注射器が体内に入らないほど衰弱していた。退院後には、「現役時代（の入院）と違って、退院に向けた目標がなくて苦労した。現に、入院加療中は弱音を実母の前で吐いた」と告白する一方で、「今回もたくさんの方に支えられたおかげで、『2度目の命』をいただきました。感謝の気持ちでいっぱいです」とも述べている。
2022年3月に脳腫瘍の再々発が判明してからは、右目を失明するなど病状が悪化していた。それでも、講演についてはリモート方式で同年12月まで続けていて、「一緒に乗り越えましょう!」と参加者に呼び掛けていた。横田の実母によれば、右目を失明してからも両手の感触だけを頼りに階段を使いながら講演会場へ向かうこともあったという。
横田が治療を終えて療養生活に入っていた2023年5月中旬には、主治医から家族に対して「（横田の）余命は長くても2週間」という宣告が為されていた。この時期には両目を失明していたほか、会話がままならないほどにまで横田本人の病状が進んでいたものの、家族は可能な限り横田をサポートした。横田の実母によれば、「最後は（慎太郎を）明るく（天国に）送り出してあげたかった」とのことで、28回目の誕生日（同年6月9日）も最期も家族揃って迎えていたという。

#### 『奇跡のバックホーム』のテレビドラマ化
間宮が阪神選手時代の横田の役を演じた再現ドラマをベースに、横田本人に関する映像（2013年NPBドラフト会議の中継映像や、バックホームのシーンや引退セレモニーを含めた）、本人が引退後の体調や今後への抱負を語る映像、横田の野球人生を阪神で見詰めてきた金本・矢野・鳥谷敬へのインタビュー映像で構成。窪田等が全編にわたってナレーションを付けたほか、再現ドラマでは、三浦景虎が実父の真之、石田ひかりが実母、村瀬紗英が実姉、丸山智己が担当スカウトの田中秀太役を演じた。ちなみに、再現ドラマの撮影前には、横田と間宮の対談が鹿児島市内で実現している。
間宮は本来右利き（右投右打）であるが、この対談や横田からのスイングチェックを通じて左投左打である横田のプレーを演技で再現していた。横田の訃報に際しては、「野球ファンや阪神ファンとして、横田慎太郎選手のことをよく知ってはいました。しかし、『奇跡のバックホーム』の撮影で直接お会いできてからは、『人』として横田さんの大ファンになりました。横田さんの人生の一部を演じることができたことはとても光栄で、作品（『奇跡のバックホーム』）に関わる事で横田さんの思いや人柄、御家族の愛情を自分も深く感じられました。多くの人に愛されながら、多くの人に希望を与えた横田さんがお亡くなりになられた報（しら）せに触れて、悲しみでいっぱいです」とのコメントを寄せている。

### 訃報が伝えられてからの主な動き
横田が死去した2023年7月18日は、NPBがオールスターゲームの開催に伴ってレギュラーシーズンを休止していたが、阪神球団では当日の夜（富山アルペンスタジアムでのフレッシュオールスターゲームの試合中）に横田の訃報を公表した。翌19日に阪神鳴尾浜球場で組まれていた二軍練習では、練習前に選手・スタッフ全員が練習前に（横田の現役時代の定位置であった）センターエリアへ集まって黙祷したほか、前述した『栄光の架橋』を打撃練習中に流すことによって横田への弔意を示した。横田の訃報が伝えられた直後からは、現役時代のチームメイト（梅野など）や首脳陣をはじめ、生前の横田と縁の深い人物が追悼のコメントを相次いで寄せている。
鹿児島実業高校野球部の先輩で、2020年まで投手として西武に在籍し、後に競艇選手へ転身した野田昇吾がTwitter上の個人アカウントを通じて「慎太郎よく頑張った…」とコメント。ファンに向けたツイートでは、「本当にやるせない気持ちですが、慎太郎のことを温かく見送ってあげて下さい」と呼び掛けていた。
横田の担当スカウトで、2022年から阪神二軍の内野守備走塁コーチを務めている田中秀太が球団を通じて、「横田は誰よりもひたむきに野球を一生懸命に頑張る子で、病気とも一生懸命闘って、最後まで諦めずにここまで頑張ってきた。今後は横田の想いも背負いながら、横田のようないつも（野球へ）一生懸命に取り組む野球選手を育てていきたい」とのコメントを寄せた。
阪神へ入団した当初の一軍監督で、2023年から阪神の二軍を指揮している和田豊も、球団を通じてコメントを発表した。「お父さん（横田真之）とは（プロ野球選手としての）同期で、大学時代からよく知っているので、（慎太郎の身体の）状態が悪いことを（死去の）1か月ほど前から聞いていた。阪神へ入団した当初（の慎太郎）は『ダイナミックな選手』という印象を受けていたが、（後任の一軍監督であった）金本から一軍に抜擢されていた時には、『何が何でも塁に出るんだ』という思いが打席からひしひしと伝わることが何度もあった。足も速く（選手としての）『その先』（の成長）を見たかったので、（28歳の若さで亡くなったことが）本当に残念でならない」との表現で横田親子への想いを明かしていた。
2018年限りで阪神の一軍監督を退いてからも、横田と家族を物心両面で支えてきた金本は「少し前から（体調が）良くないことを聞いていたので、自分なりに覚悟ができてはいたが・・・彼（横田）は人柄が素晴らしく、『あのような選手にこそレギュラーになって欲しい』と思わせるほど、練習に一生懸命取り組んでいた。まだまだ若いのに、『野球選手』としてだけでなく、『1人の人間』として本当にもったいない」との表現で今生の別れを惜しんだ。
阪神の現役選手からは、オールスターゲームへの出場を控えていた梅野隆太郎が球団を通じてコメントを発表した。「『同期（2014年の）入団』『九州出身』『担当スカウトが田中秀太さん』といったように、横田とは共通点が多かった。横田は本当に人懐っこく、面白く、弟のような後輩で、室内練習場で毎日打ち込んでいる姿が印象に残っている。また、横田の諦めない姿から自分も『プロ野球選手として最後まで諦めずに戦い抜く』という思いを強くした。一緒に戦いながら、さまざまな思いを共有してきた仲間なので、本当に残念でならない。野球を続けられることへの感謝の思いに加えて、横田の想いを常に持ち続けながら、現役生活を全うしていきたい」と述べている。
2022年限りで阪神を退団した後、『スポーツニッポン』大阪本社の野球評論家として横田の訃報に接した矢野も同紙を通じて追悼のコメントを発表した。「横田の引退試合でバックホームを見た時には『野球の神様って、本当におるんやな』と思ったものだが、こんなに早く逝ってしまうとは・・・。神様は不公平やな」との表現で複雑な心境を明かしながらも、「野球人として、人として、横田ほど真っすぐな人間はいない。『今できることをやり切る』という意識を持ち続けながら、弱い部分を他人に絶対に見せなかったところが『プロとして凄い』と思った」「短い時間だったけど、横田と一緒に野球をやれたことは心に残っていく。俺も残された選手も、横田から教えられたことを思えば、弱音なんて吐いていられない」と語っている。
阪神における横田の1年先輩で、2023年シーズンの前半にMLBのオークランド・アスレチックスへ在籍していた藤浪晋太郎も、横田が死去した同年7月18日（日本時間）のチーム練習に喪章を着けて参加。当日の対ボストン・レッドソックス戦（オークランド・アラメダ・カウンティ・コロシアム）で7回表に救援で登板した際には、右手の指でマウンドの土に横田の名前を書いた。さらには、この回限りでマウンドを降りる際には右拳で右胸を叩いた後、右手の人差し指を上に向けながら天を仰いでいた。藤浪の談話によれば、「MLBにはこのような動作で弔意を表現する選手が多い」とのことで、当初はユニフォームに喪章を付けての登板を希望していたが（NPBでは条件付きで容認されている）、喪章を着けての試合出場がMLBの規則で認められなかったという。

#### 通夜と告別式
2023年7月21日に執り行われた横田の通夜には、阪神の現役選手・首脳陣を代表して田中秀太が参列したほか、横田のチームメイトだった阪神OBから中谷、一二三慎太、松田遼馬、西田直斗などが弔問に訪れていた。
翌22日、日置市内の斎場で執り行われた横田の告別式では百北幸司阪神球団の社長、鹿児島実業高校硬式野球部時代の恩師（久保克之名誉監督と宮下正一監督、いずれも肩書は同日の時点）・川藤・西田などが参列した。式の前には、斎場の入口で『六甲おろし』、喪主で父の真之が参列者へ挨拶する際には『栄光の架橋』を流していた。参列者とは別に、およそ100人のファンが斎場の外の沿道に集結していた。出棺の際には、『六甲おろし』や阪神選手時代のヒッティングマーチを歌いながら拍手とともに横田の棺を送り出していた。

#### 「追悼試合」
阪神球団が2023年7月25日に一・二軍の公式戦を通じて設定した「追悼試合」では、「追悼セレモニー」と選手・スタッフ・観客による黙祷を試合前に実施。スコアボード上の球団旗や連盟旗を半旗として掲げていたほか、阪神の選手・首脳陣が着用するユニフォームに喪章が付けられていた。さらには一軍の追悼試合（甲子園球場での対巨人戦）では、引退試合での「奇跡のバックホーム」などを織り込んだ追悼映像を『栄光の架橋』と共に流していた。
一軍での追悼セレモニーでは川藤がスタンドのファンに向けて、「野球を心から愛し、野球に命を懸けた男を、今一度偲んでやって下さい」と呼び掛けたほか、田中秀太が二軍での追悼試合（阪神鳴尾浜球場での対ソフトバンク戦）に続いて参加した。
巨人は一軍の「追悼試合」に際して、横田が現役選手時代の2016年に「（通算で4打数ノーヒットに抑えられた公式戦の対戦を通じて）スライダーに衝撃を受けた投手」という菅野智之を先発に立てた。スタメンマスクを梅野に託した阪神では、横田のチームメイトだった大山悠輔が6回裏に菅野から勝ち越しの2点本塁打を放つと、7回表に岩貞祐太・9回表に岩崎優（いずれも横田と同期入団の大卒左投手）・8回表に加治屋蓮（プロ野球選手として横田の同期に当たる社会人出身右投手）を登板させた末に4対2で勝利した。なお、この試合のウイニングボールはスタンドで観戦していた横田の家族に届けられている。
大山は前述した本塁打でダイヤモンドを一周した直後に自身のヘルメットを空に掲げたほか、試合後のヒーローインタビューに岩貞・岩崎と揃って登場した。横田の現役時代に本人から慕われていたことを背景に、この本塁打について、「『ヨコ（横田）が（打球を）スタンドまで運んでくれたんじゃないか』と思います」と語っていた。
大山の本塁打でチームが逆転した直後（7回表）に登板した岩貞は、一死一・二塁のピンチを併殺打で凌いでいたことからヒーローインタビューでは「僕が投げる直前に（チームが）逆転したことで、『何かあるのか』という気がしました。いつもとは全く違う気持ちというか、抑えられてよかったというか…。ヨコ（横田）の気持ちを背負って投げられました」とコメントした。無失点で試合を締めくくった直後のハイタッチで、マウンドに駆け寄った他のナインと共に手を空へかざしていた岩崎は、「今日は本当に勝てて良かったですが、これから先も、彼（横田）の思いも背負ってやっていかないと（ならない）」との表現でヒーローインタビューも締めくくった。
8回表の登板で1イニングを無失点に抑えていた加治屋は、ヒーローインタビューに登場しなかったものの試合後の取材に対して「横田が引退試合で披露していたバックホームを、（当時在籍していたソフトバンク）ホークス側のブルペンで見ていました」と告白している。「野球界が良くなるように、（現役時代の）横田のように一生懸命の姿勢が伝わる選手が高校生、中学生、小学生の間に増えて欲しい」との想いも明かしている。
阪神の二軍は「追悼試合」でソフトバンク投手陣の前に完封負けを喫したが、横田の「引退試合」におけるバックホームを「阪神の二塁手」として見届けていた板山祐太郎が「5番・一塁手」としてスタメンで出場。引退試合での横田と同じく中堅（センター）の守備に就いた8回表には、佐藤蓮投手による二塁への悪送球を処理した後にバックホーム（本塁へのワンバウンド返球）を披露した。試合後には「（現役時代の）横田のように泥臭い気持ちで追悼試合に臨んでいたので、やっぱり勝ちたかったです。横田もたぶん『一軍へ早く上がって下さい』と言っていそうなので、（この年のオープン戦からレギュラーシーズン開幕後の4月末まで帯同していた）一軍へ戻れるように頑張りたいと思います」とのコメントを残している。

#### 追悼番組
『サンテレビボックス席』というタイトルで阪神戦を数多く中継しているサンテレビジョンでは、横田の阪神入団から引退試合までの足跡を3分間の映像にまとめた『横田慎太郎　ありがとう』というミニ番組を制作。横田の月命日に当たる2023年8月18日（金曜日）から、日曜日を除く『サンテレビボックス席』の終了直後に随時放送している。

#### 2023年阪神リーグ優勝・日本シリーズ優勝時
2023年9月14日の対巨人戦（阪神甲子園球場）、阪神タイガースが9回表を抑えればリーグ優勝というところで登板した同期の岩崎の登場曲は、かつて横田の登場曲であった「栄光の架橋」であった。岩崎は坂本勇人に本塁打を打たれたものの、1点差で抑えきって阪神は見事18年ぶりのリーグ優勝を果たした。
岡田彰布監督が宙を舞った後、同期入団の岩貞、梅野らの働きかけにより鹿児島の横田の実家からベンチに持ち込まれた横田のユニフォームも、岩崎が持つ形で胴上げされ3度宙に舞った。その模様を中継していたサンテレビの湯浅明彦アナウンサーが、「横田さん、今どこで見ていますか？先輩たちが、同期生たちが、そして、あなたの愛した後輩たちが、優勝という最高の結果を残してくれましたよ。あなたのことは一生、忘れません。」と言葉を添えた。球場一周の時もそのユニフォームを阪神の選手が代わる代わる持って歩いた。
日本シリーズ（対オリックス・バファローズ戦）では、横田の実家から取り寄せた当時のユニフォームと共に特注で製作された横田用の2023年モデルのホームユニフォームもベンチ入りした。38年ぶり球団史上2度目の日本一に輝いた2023年11月5日のシリーズ最終戦終了直後も、胴上げ投手となった岩崎が持つ形で横田のユニフォームが再び宙を舞い、ビールかけにも岩崎が肩から羽織る形で参加した。

## 詳細情報

### 年度別打撃成績
| 年 度     | 球 団     | 試 合 | 打 席 | 打 数 | 得 点 | 安 打 | 二 塁 打 | 三 塁 打 | 本 塁 打 | 塁 打 | 打 点 | 盗 塁 | 盗 塁 死 | 犠 打 | 犠 飛 | 四 球 | 敬 遠 | 死 球 | 三 振 | 併 殺 打 | 打 率 | 出 塁 率 | 長 打 率 | O P S |
| --------- | --------- | ----- | ----- | ----- | ----- | ----- | -------- | -------- | -------- | ----- | ----- | ----- | -------- | ----- | ----- | ----- | ----- | ----- | ----- | -------- | ----- | -------- | -------- | ----- |
| 2016      | 阪神      | 38    | 109   | 105   | 14    | 20    | 2        | 0        | 0        | 22    | 4     | 4     | 2        | 0     | 0     | 2     | 0     | 2     | 13    | 3        | .190  | .220     | .210     | .430  |
| 通算：1年 | 通算：1年 | 38    | 109   | 105   | 14    | 20    | 2        | 0        | 0        | 22    | 4     | 4     | 2        | 0     | 0     | 2     | 0     | 2     | 13    | 3        | .190  | .220     | .210     | .430  |

### 年度別守備成績
| 年 度 | 球 団 | 外野  | 外野  | 外野  | 外野  | 外野  | 外野     |
| 年 度 | 球 団 | 試 合 | 刺 殺 | 補 殺 | 失 策 | 併 殺 | 守 備 率 |
| ----- | ----- | ----- | ----- | ----- | ----- | ----- | -------- |
| 2016  | 阪神  | 32    | 46    | 1     | 0     | 0     | 1.000    |
| 通算  | 通算  | 32    | 46    | 1     | 0     | 0     | 1.000    |

### 記録
初記録
- 初出場・初先発出場：2016年3月25日、対中日ドラゴンズ1回戦（京セラドーム大阪）、「2番・中堅手」で先発出場
- 初打席：同上、1回裏に大野雄大から投ゴロ
- 初盗塁：同上、1回裏に二盗（投手：大野雄大、捕手：桂依央利）
- 初安打：2016年3月26日、対中日ドラゴンズ（京セラドーム大阪）、5回裏に山井大介から遊安
- 初打点：2016年3月27日、対中日ドラゴンズ3回戦（京セラドーム大阪）、2回裏にドリュー・ネイラーから左前適時打

### 背番号
- 24（2014年[7] - 2017年）
- 124（2018年[35] - 2019年）

## 関連情報

### 著書
- 「奇跡のバックホーム」（横田自身の著作。幻冬舎、2021年5月12日初版刊行、ISBN 978-4344037847・2022年7月7日文庫化、ISBN 978-4344432130）
- 「栄光のバックホーム 横田慎太郎、永遠の背番号24」（中井由梨子著、幻冬舎、2023年11月7日、ISBN 978-4344042094）
  - 上記２作品を原作として『栄光のバックホーム』が映画化される予定（2025年）

### 現役からの引退後に出演した主な番組
- 『逆転人生』「神様がくれた奇跡のバックホーム」（NHK総合テレビ、2021年12月13日）
  - NHK大阪放送局では横田の訃報を受けて、『元阪神・横田慎太郎さんをしのんで　逆転人生～神様がくれた奇跡のバックホーム～』というタイトルで2023年7月23日（日曜日）の12:15 - 13:00に総合テレビ[注 12]で再放送。再放送が近畿2府4県向けの「管中番組」扱いで急遽決まったことから、NHKプラスでは、本編動画の全国向け配信を当日の再放送中から1週間後（7月30日）まで実施している[105]。
- 『奇跡のバックホーム』（朝日放送テレビ、2022年3月13日）
  - 再現ドラマパートの主演（横田役）は間宮祥太朗で、ドキュメンタリーパートのナレーションを窪田等が担当。本放送では、テレビ朝日系列で全国ネットを実施していた。
  - 朝日放送テレビでは横田の訃報を受けて、2023年7月29日（土曜日）の14:30 - 15:57に関西ローカルで再放送を実施。再放送に際しては、『元・阪神タイガース　横田慎太郎さん追悼番組「奇跡のバックホーム」』というタイトルが付けられたほか、横田の訃報が伝えられた後に改めて収録された金本知憲・矢野燿大へのインタビュー映像を加えた。さらに、この映像を含めた本編の動画を、TVerで再放送の直後から1週間後（8月5日）まで配信している[106]。

### 演じた俳優
- 間宮祥太朗 - テレビドラマ『奇跡のバックホーム』（2022年、朝日放送テレビ）
- 松谷鷹也 - 映画『栄光のバックホーム』（2025年11月28日公開予定）[107][108][109]